# Bohumil Tomášek
Bohumil Tomášek (Liberec, Checoslovaquia,  21 de junio de 1936-2 de noviembre de 2019) fue un baloncestista checoslovaco. Consiguió dos medallas en competiciones internacionales con Checoslovaquia.

## Trayectoria deportiva
Jugador
- 1956-1960 BC Sparta Praha  República Checa
- 1960-1961 Dukla Mariánské Lázně  República Checa
- 1961-1966 BC Sparta Praha  República Checa
- 1966-1969 Slavia VŠ Praha  República Checa
- 1969-1972 SSV Hagen  Alemania

Entrenador
- 1969-1972 SSV Hagen  Alemania
- 1978-1988 Slavia VŠ Praha (joven)  República Checa